# ماكوتو
ماكوتو (بالإنجليزية: Makutu)‏ الماكوتو هو فن السحر البولينيزي، تتطلب حيازته سنوات عديدة من الدراسة. وعلى المرشح أن يقدم ثلاثة اختبارات قبل أن يمارس السحر.